# O'Connell Street
O'Connell Street (nome in gaelico irlandese: Sráid Uí Chonaill) è la strada principale di Dublino. Una delle strade più grandi d'Europa, larga 49 metri nella parte sud e 46 metri nella parte nord, per una lunghezza totale 500 metri. Conosciuta come Sackville Street fino al 1924, il Consiglio della Città di Dublino la rinominò in onore di Daniel O'Connell, un leader nazionalista del primo ottocento, la cui statua si trova nella parte iniziale della strada, a pochi passi da O'Connell Bridge.

## Notizie generali
Situata nel centro di Dublino, O'Connell Street è parte di un grande crucivia creato nel XVIII secolo che passa attraverso il centro della capitale, comprendente Carlisle Brige (ora O'Connell Bridge), Westmoreland Street, College Green e Dame Street, che termina alla City Hall e al Castello di Dublino. Posizionata proprio nella riva nord della Liffey, la strada ha un posizionamento assiale perfetto verso l'orientamento nord-sud. In linea con molti edifici magnifici, O'Connell Street è la strada più monumentale tra le strade commerciali di Dublino, essendo stata ricostruita agli inizi del Novecento dopo una profonda distruzione nella lotta per l'indipendenza irlandese e nella seguente guerra civile. Essa possiede l'aria di un imponente boulevard degli anni venti, con la firma di edifici neoclassici come il centro commerciale Clarys integrato nella più fine venatura di eleganti banche e piccoli negozi. Nella O'Connell Street Upper invece si può notare maggiormente il suo stile settecentesco, con il lato ovest ancora conservato con il suo stile originale e i suoi edifici ancora intatti.

Lo schema della strada è semplice, ma elegante. Non molto differente dagli Champs-Élysées di Parigi, sebbene più modesto, con un largo marciapiede su entrambi i lati della strada a favore dei piccoli negozietti che si trovano lungo la via e un paio di carreggiate a due (quasi tre) corsie. Uno spazio pavimentato giace lungo il mezzo della strada, pieno di monumenti e statue dedicate ai vari politici irlandesi.

Il centro della strada è dominato dall'imponente presenza del General Post Office (GPO) del 1818 con il suo portico esostilo ionico esposto nella parte ovest e nel mezzo lo Spire alto 120 metri, una scultura a forma di ago eretta nel 2003.

O'Connell Street è stata spesso al centro degli eventi storici dell'Irlanda, tra i quali la Serrata di Dublino del 1913, l'Insurrezione di Pasqua del 1916, la Guerra civile irlandese del 1922, la distruzione del Nelson Pillar nel 1966 e molte altre celebrazioni pubbliche, proteste e manifestazioni attraverso gli anni - un ruolo che continua ad avere ancora oggi. La strada infatti ancora oggi ospita l'annuale parata del St. Patrick's Day e la commemorazione del 1916 ogni Domenica di Pasqua. Inoltre è un'arteria centrale degli autobus della città.

## Statue di O'Connell Street

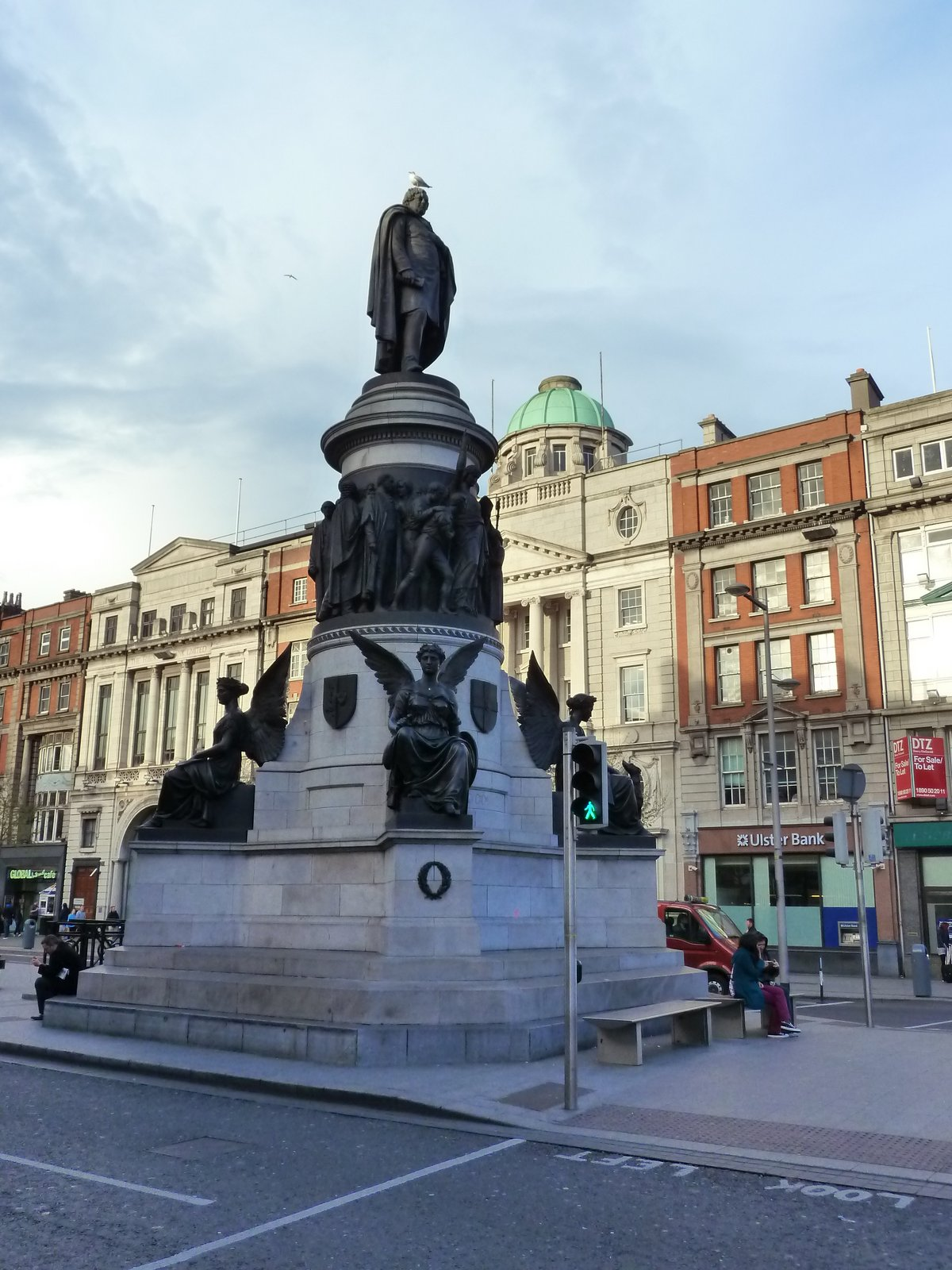
Monumento ad O'Connell, sulla strada omonima

La strada è anche chiamata 'La strada dei tre Adulteri' a causa delle accuse di adulterio fatte verso le tre principali figure scolpite nelle statue della strada: Parnell, Nelson e O'Connell. Fu anche notato che la statua dedicata a Charles Stewart Parnell, sulla quale sono scritte le parole "No man has a right to fix the boundary to the march of a nation. To say to his country 'thus far shall thou go and no further". (Nessun uomo ha il diritto di fissare i confini della marcia di una nazione. Di dire al suo paese 'puoi arrivare fin qui, ma non oltre) punta verso il vicino ospedale Rotunda, dove si trova uno dei principali reparti di maternità di Dublino, come se incoraggiasse la nazione irlandese a mischiarsi con i suoi nemici.

I monumenti su O'Connell Street da sud a nord sono:
- Daniel O'Connell: disegnato e scolpito da John Henry Foley e completato dal suo assistente Thomas Brock. Ampiamente considerato il miglior lavoro di Foley, la prima pietra fu messa nel 1864 e il monumento rivelato all'enorme folla nel 1882.[2]
- William Smith O'Brien: di Thomas Farrell. Originariamente eretto nel 1870 su un'isola all'entrata di O'Connell Bridge verso D'Oiler Street, fu spostata in O'Connell Street nel 1929.
- John Gray: di Thomas Farrell. Sia il piedistallo che la statua sono stati scolpiti con marmo siciliano, fu rivelata nel 1879. Gray era il proprietario del Freeman's Journal e responsabile della costruzione dell'acquedotto di Dublino.[3]
- James Larkin: di Oisín Kelly. Un'espressiva statua di bronzo in cima ad un piedistallo di granito, il monumento fu completato nel 1980. Originariamente la data di nascita di Larkin era stata incisa in maniera non corretta (1876) e successivamente fu corretta a '1874'.[4]
- Theobald Mathew: di Mary Redmond. La prima pietra fu deposta nel 1890 e il monumento completato nel 1893.
- Charles Stewart Parnell: il Parnell Monument dello scultore statunitense di origini irlandesi Augustus Saint-Gaudens. Il più alto monumento della strada, il suggestivo obelisco di granito solido di Galway fu pagato per mezzo di sottoscrizioni pubbliche e completato nel 1911 all'incrocio con Parnell Street, un po' più a sud di Parnell Square. La Dublin Corporation dovette spostare i binari del tram per facilitare l'ubicazione del monumento.[5]